# Heinrich Kunth
Heinrich Sigismund Johannes Kunth (* 4. Juni 1811 in Berlin; † 22. April 1850 in Wittstock/Dosse) war ein deutscher Verwaltungsjurist und Parlamentarier im Königreich Preußen.

## Leben
Kunths Vater war Gottlob Johann Christian Kunth, der Erzieher von Wilhelm von Humboldt und Alexander von Humboldt. Heinrich Kunth studierte Rechtswissenschaft an der Rheinischen Friedrich-Wilhelms-Universität Bonn und wurde 1829 im  Corps Borussia Bonn aktiv. Als Bürgermeister von Wittstock wurde er 1848 für den Wahlkreis Ostpriegnitz  in die Preußische Nationalversammlung gewählt. Er erschoss sich mit 38 Jahren.